# Stortjärnen (Bjurholms socken, Ångermanland, 710934-165972)
Stortjärnen är en sjö i Bjurholms kommun i Ångermanland och ingår i Öreälvens huvudavrinningsområde.